# Convention de 1933 relative au statut international des réfugiés
La Convention relative au statut international des réfugiés, du 28 octobre 1933, est un document de la Société des Nations qui traite de mesures administratives telles que la délivrance de passeport Nansen, le refoulement, les questions juridiques, les conditions de travail, les accidents du travail, l'assistance et les secours, l'éducation, le régime fiscal et l'exemption de réciprocité, et prévoit la création de comités pour les réfugiés. Elle a été le précurseur de la Convention de 1951 relative au statut des réfugiés, qui est régie par les Nations unies.
La convention de 1933 a été ratifiée par neuf États, dont la France et le Royaume-Uni[pertinence contestée], qui n'a cependant pas accepté le deuxième paragraphe de l'article 3. Néanmoins, c'est en vertu de cette Convention que le principe de non-refoulement a acquis le statut de droit international conventionnel. Cette convention permet aussi d'aboutir à une première définition internationale du réfugié, en mettant l'accent sur l'origine nationale, comme étant une « personne qui ne jouit pas ou qui ne jouit plus de la protection de son pays ». 
L'article 3 de la convention interdisait explicitement la non-admission sur le territoire : une personne exilée avait donc le droit d'entrer sur un territoire pour y demander asile,.

« Chacune des Parties Contractantes s'engage à ne pas éloigner ou éloigner de son territoire par l'application de mesures de police, telles que l'expulsion ou la non-admission à la frontière (refoulement), les réfugiés qui ont été autorisés à y séjourner régulièrement, à moins que ces mesures ne soient dictées par des raisons de sécurité nationale ou d'ordre public. Elle s'engage en tout état de cause à ne pas refuser l'entrée aux réfugiés à la frontière de leur pays d'origine}. »